# Bâtiment situé 9 rue Kralja Petra I à Sombor
Le bâtiment situé 9 rue Kralja Petra I à Sombor (en serbe cyrillique : Зграда у Ул. Краља Петра I бр. 9 у Сомбору ; en serbe latin : Zgrada u Ul. Kralja Petra I br. 9 u Somboru) est situé à Sombor, dans la province de Voïvodine et dans le district de Bačka occidentale, en Serbie. Il est inscrit sur la liste des monuments culturels de grande importance de la république de Serbie (identifiant no SK 1245).

## Présentation
Le bâtiment a été construit en 1860 pour le marchand Pavle Stanimirović sur des plans de l'architecte Karl Gfeller. La façade a été modifiée selon un projet d'Antun Rekl en 1866. L'ensemble s'inscrit dans le style néo-classique.
La façade est strictement symétrique, avec un portail d'entrée surmonté par un balcon reposant sur des consoles. Au premier étage se trouvent des ouvertures rectangulaires surmontées de linteaux reposant sur des consoles et de reliefs ornés de motifs floraux. La façade sur cour est dotée d'un porche à arcades au rez-de-chaussée et de grandes ouvertures à l'étage.